# Loxopholis percarinatum
Loxopholis percarinatum — вид ящірок родини гімнофтальмових (Gymnophthalmidae). Мешкає в Південній Америці.

## Поширення і екологія
Loxopholis percarinatum мешкають в Бразилії, Колумбії, Перу, Венесуелі, Гаяні, Суринамі і Французькій Гвіані. Вони живуть у вологих тропічних лісах, поблизу боліт і водойм, на висоті від 50 до 250 м над рівнем моря.